# Nissan FM
Nissan FM — автомобильная платформа, разрабатываемая компанией Nissan для заднеприводных автомобилей. Название происходит от расположения двигателя «спереди посередине», центр масс которого расположен за осевой линией передней оси, что уменьшает нагрузку на переднюю подвеску. Двигатель отодвинут как можно дальше к брандмауэру, что обеспечивает распределение массы, близкое к 50:50, и позволяет расположить передние колёса ближе к поворотам для лучшей управляемости. 

## Описание
Платформа Nissan FM впервые была представлена в 2001 году на Infiniti G и Nissan Skyline (V35), а затем использовалась в качестве основы почти для всех заднеприводных и полноприводных автомобилей Nissan. Платформа была переработана для установки на JDM Nissan Fuga/USDM Infiniti M35/45 с увеличением колёсной базы. GT-R произведён на платформе Nissan Premium Midship (PM), являющейся развитием FM.

## Устанавливается на
- Infiniti G35/Nissan Skyline (V35)
- Infiniti G25/G35/G37/Infiniti Q40/Nissan Skyline (V36)
- Infiniti Q50/Nissan Skyline (V37)
- Infiniti Q60 (CV36)
- Infiniti Q60 (CV37)
- Infiniti M35/M45/Nissan Fuga (Y50)
- Infiniti M25/M37/M56/M35h/M30D/M25L/M35HL/M37L/M56L/Infiniti Q70 /Q70L/Nissan Fuga/Nissan Cima (Y51)
- Infiniti EX/Infiniti QX50/Nissan Skyline Crossover (J50)
- Infiniti FX (S50)
- Infiniti FX/Infiniti QX70 (S51)
- Mitsubishi Proudia (BY51)
- Mitsubishi Dignity (BHGY51)
- Nissan 350Z (Z33)
- Nissan 370Z (Z34)
- Nissan Z (RZ34)
- Nissan Stagea (M35)

PM
- Nissan GT-R (R35)